# Čepa
Čepa (nemško: Tscheppaschlucht), tudi Kepa je najglobja soteska v avstrijskem delu Karavank in velja za eno najbolj obiskanih koroških naravnih znamenitosti. Nahaja se pod cesto, ki pelje iz prelaza Ljubelj proti Borovljam (Ferlach), oblikovala pa sta jo potoka Borovnica in Žabnica. Po soteski je speljana varovana pešpot, opremljena s številnimi mostovi in lestvami. Njeno izhodišče (600 mnm) je v bližini avstrijskega naselja Podljubelj (Unterloibl), od katerega poteka pot do sotočja Borovnice in Žabnice (660 mnm), od tam pa do slapa Sopotniški šum (Tschaukofall, 720 mnm), kjer se nahajata t. i. »Hudičeva mostova«. Starejši most je del cestne povezave, mlajši, železni viseči most, pa je del turistične poti. Desno od slapa se nahaja naravni most. Pot od izhodišča do tega mesta traja okoli 1 do 1½ h. 